# 天主教金門、馬祖宗座署理區
天主教金門、馬祖宗座署理區（簡稱金馬宗座署理區）是天主教會在中華民國福建省設置的教會管區，也是台灣地區主教團轄內唯一的宗座署理區，成立於1968年，涵蓋範圍包括中華民國福建省現今僅有的兩個行政區劃，即金門縣與連江縣（馬祖）。宗座署理由台北總主教兼任。轄有2處堂區，各位於金門與馬祖南竿。

## 沿革
金門、馬祖兩地原分屬廈門教區與福州總教區管轄，國共內戰爆發導致1949年兩岸分治後，金馬兩地遂各自與原屬的教區分離。為了方便統轄教務，聖座於1968年9月25日成立金門、馬祖宗座署理區。首兩任宗座署理由中國大陸避戰來台的外籍主教擔任，後固定由台北總主教兼任宗座署理職務，天主教金門、馬祖宗座署理區宗座署理公署亦與台北總主教公署合署辦公，實際的教務則由當地副主教主理。
1981年，阿根廷籍耶穌會會士費峻德神父（Ricardo Ferreira, S.J.，1926年生，是教宗方濟各的前輩）擔任金馬宗座署理區副主教，在金門服務長達25年，至2006年3月才因病卸任（同年6月16日逝世，享年80歲）。現任金馬宗座署理區的副主教為趙永吉輔理主教兼任（2025年5月1日起）。

## 教區各單位

### 主教公署

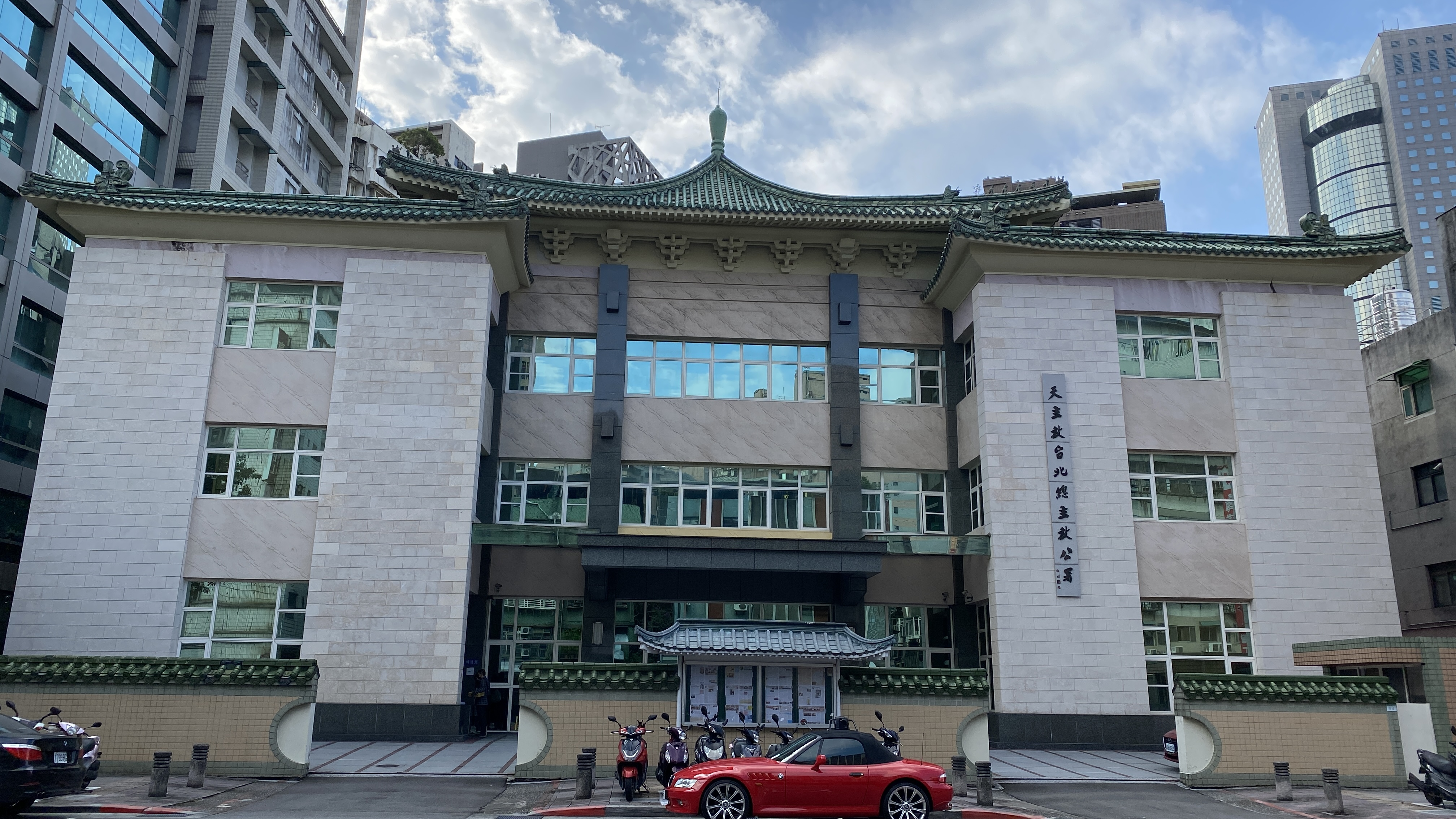
位於台北六張犁站旁的台北總主教公署

金馬宗座署理區的最高統轄機構為金門、馬祖宗座署理公署，與台北總主教公署合署辦公，實際的教務則由當地副主教主理。

## 堂區

### 金門
- 耶穌聖心堂（金門縣金城鎮）
  - 聖母聖心堂（金門縣金湖鎮山外；原為堂區，現改為小堂）

### 馬祖
- 馬祖南竿天主堂（連江縣南竿鄉）

## 歷任宗座署理
| 任次 | 姓名（非華人者另註原名） | 任期                         | 備註                       |
| ---- | ------------------------ | ---------------------------- | -------------------------- |
| 1    | 邰軼歐主教（Philip Côté, S.J.）           | 1969年2月1日－1970年1月16日  | 美國籍，原任徐州教區主教   |
| 2    | 范普厚蒙席（Alfons Van Buggenhout, C.I.C.M.）           | 1970年2月13日－1981年        | 比利時籍，原任大同教區署理 |
| 3    | 賈彥文總主教             | 1981年－1989年2月11日        | 台北總教區總主教兼任       |
| 4    | 狄剛總主教               | 1989年2月11日－2004年1月24日 | 台北總教區總主教兼任       |
| 5    | 鄭再發總主教             | 2004年1月24日－2007年11月9日 | 台北總教區總主教兼任       |
| 6    | 洪山川總主教             | 2007年11月9日－2020年5月23日 | 台北總教區總主教兼任       |
| 7    | 鍾安住總主教             | 2020年5月23日至今            | 台北總教區總主教兼任       |

## 署理區各單位
- 育英托兒所（金門縣金城鎮）
- 天主教文康中心（金門縣金城鎮）
- 寶血幼稚園（連江縣北竿鄉；由聖家獻女傳教修會主持）

### 引用
1. ↑  .   [2012-05-04]. （原始内容存档于2016-03-04）.
2. ↑  . 中央社. 2018-05-15  [2018-05-16]. （原始内容存档于2018-09-24）.
3. ↑  . 自由時報. 2016-09-05  [2018-05-16]. （原始内容存档于2020-07-22）.
4. ↑  . 自由時報. 2016-09-04  [2018-05-16]. （原始内容存档于2020-07-22）.
5. ↑   (PDF). 天主教周報. 2009-06-28  [2018-05-16]. （原始内容存档 (PDF)于2018-05-17）.
6. ↑  .   [2012-05-04]. （原始内容存档于2014-04-04）.
7. 1 2 3   (新闻稿). Holy See Press Office. 2020-05-23  [2020-05-23]. （原始内容存档于2020-05-23） （英语）.

### 書籍
- 《台灣天主教手冊》2010年版，台灣地區主教團秘書處編譯，天主教教務協進會出版社出版

## 外部連結
- 金門聖心堂